# Politische Rechte (Recht)
Die politischen Rechte umfassen sämtliche verfassungsmäßigen Rechte von Staatsbürgern, bei der politischen Willensbildung mitzubestimmen.
Wichtigste politische Rechte sind
- das aktive und passive Wahlrecht sowie das
- Stimmrecht bei Abstimmungen.

In sogenannten (halb-)direkten Demokratien kommen weitere Rechte hinzu. So gehören zum Beispiel in der Schweiz zu den grundlegenden politischen Rechten (Volksrechten) die
- Initiativ- und Referendumsrechte

im Weiteren auch die
- kantonale Einzelinitiative,
- Volksmotion und der
- Volksvorschlag (auch konstruktives Referendum).

Die politischen Rechte gehören – überall dort, wo sie eingeschränkt werden, z. B. den Bürgern vorbehalten werden – nur eingeschränkt zu den allgemeinen Grundrechten, da sie nicht allen in einem Land lebenden Menschen zugestanden werden. Einschränkungen sind unter anderem das Alter (Volljährigkeit), die Mündigkeit, Staatsbürgerschaft, teilweise auch der Wohnsitz im Inland. Historische Einschränkungen sind z. B. das Geschlecht (Frauenwahlrecht), der Stand, Besitz von Grundeigentum, Zugehörigkeit zu den Steuerzahlern, Zugehörigkeitsgruppe (z. B. „Rasse“, beispielsweise der Separate Representation of Voters Act in Südafrika) und Ähnliches.
Die politischen Rechte basieren auf den Prinzipien der Freiheit und Gleichheit, die neben privater Autonomie auch politische Selbstbestimmung oder zumindest das Recht auf Mitbestimmung enthalten.
In Rechtsstaaten mit Gewaltenteilung sind politische Rechte nicht nur Individualrechte, sondern gehören auch zur Ausübung einer „Organfunktion“ (meist Legislative). Einige Staaten kennen auch Wahlpflichten bzw. Stimmzwang.